# Ballus tabupumensis
Ballus tabupumensis är en spindelart som beskrevs av Alexander Petrunkevitch 1914. Ballus tabupumensis ingår i släktet Ballus och familjen hoppspindlar. Inga underarter finns listade.